# 青春王
『青春王』（せいしゅんおう）は1991年9月21日、 Sony Recordsから発売された爆風スランプ8枚目のオリジナル・アルバム。

## メンバー
- サンプラザ中野 - ボーカル
- パッパラー河合 - ギター
- ファンキー末吉 - ドラム、リーダー
- バーベQ和佐田 - ベース

## 収録曲
全作詞：サンプラザ中野、全曲・編曲：BAKUFU-SLUMP（特記以外）
| #         | タイトル                                                  | 作詞           | 作曲                          | 編曲                                                       | 時間  |
| --------- | --------------------------------------------------------- | -------------- | ----------------------------- | ---------------------------------------------------------- | ----- |
| 1.        | 「Here comes the BAKUFU-SLUMP!」                          | サンプラザ中野 | パッパラー河合                | BAKUFU-SLUMP/エンペラー福田/Horn Arrange:JYUNICHI KANEZAKI | 6:38  |
| 2.        | 「Do the right thing!」(-ジャンプ・ギャグキングのテーマ-) | サンプラザ中野 | パッパラー河合                | BAKUFU-SLUMP/エンペラー福田                                | 4:04  |
| 3.        | 「がんばれ、タカハシ!」                                   | サンプラザ中野 | パッパラー河合                | BAKUFU-SLUMP/エンペラー福田                                | 3:18  |
| 4.        | 「青春りっしんべん その2」                                | サンプラザ中野 | パッパラー河合                | BAKUFU-SLUMP/エンペラー福田                                | 4:10  |
| 5.        | 「青春のフレア」                                          | サンプラザ中野 | ファンキー末吉                | 中村哲/BAKUFU-SLUMP                                        | 6:16  |
| 6.        | 「たとえばあの日」                                        | サンプラザ中野 | バーべQ和佐田/ファンキー末吉  | BAKUFU-SLUMP/エンペラー福田                                | 4:22  |
| 7.        | 「いつのまにやら -ごめんね、ハンカチーフ-」               | サンプラザ中野 | Newファンキー末吉             | 中村哲/BAKUFU-SLUMP                                        | 4:43  |
| 8.        | 「青春時代にまたあう日まで」                              | サンプラザ中野 | パッパラー河合                | BAKUFU-SLUMP/エンペラー福田                                | 4:23  |
| 9.        | 「東京ラテン系セニョリータ」                              | サンプラザ中野 | パッパラー河合/ファンキー末吉 | BAKUFU-SLUMP                                               | 4:06  |
| 10.       | 「マンベンナク マナベ」                                   | サンプラザ中野 | パッパラー河合                | BAKUFU-SLUMP/エンペラー福田/せんべい鍵山                   | 4:24  |
| 合計時間: | 合計時間:                                                 | 合計時間:      | 合計時間:                     | 合計時間:                                                  | 46:24 |

## 曲解説
1. Here comes the BAKUFU-SLUMP!
2. Do the right thing!-ジャンプ・ギャグキングのテーマ-
曲終盤で英語の掛け合いをしているのは和佐田と河合。
「がんばれ、タカハシ!」カップリング曲
3. がんばれ、タカハシ!
4. 青春りっしんべん その2
5. 青春のフレア
6. たとえばあの日
7. いつのまにやら-ごめんね、ハンカチーフ-
8. 青春時代にまたあう日まで
9. 東京ラテン系セニョリータ
10. マンベンナク　マナベ

## 備考
CDジャケットの女性はモデルの宮原祥子。
「Do the right thing! -ジャンプ・ギャグキングのテーマ-」 - 週刊少年ジャンプで行われた企画のテーマ曲として制作された。
「がんばれ、タカハシ！」 - イントロでケーナを演奏しているのは俳優の田中健。
「青春りっしんべん　その2」 - 中野と掛け合いを披露しているのはアイドルグループLip'sの山本京子。
「東京ラテン系セニョリータ」 - ビンゴボンゴがパーカッションとして参加。